# Chuck Close
Chuck Close, född 5 juli 1940 i Monroe i delstaten Washington, död 19 augusti 2021 i Oceanside i delstaten New York, var en amerikansk konstnär, bosatt i New York.
Utbildad vid 
- University of Washington, Seattle 1962
- Yale Summer School of Music and Art Norfolk, Connecticut 1962
- Yale University School of Art and Architecture, New Haven 1963-1964
- Akademie der Bildenen Künste, Wien, Österrike 1964-1965

Close arbetade i en fotorealistisk stil och majoriteten av hans målningar utgörs av gigantiska porträtt.